# Anaprof Apertura 2001

La ANAPROF Apertura  2001 fue la temporada del torneo de la Asociación Nacional Pro Fútbol, donde se coronó campeón  el Club Deportivo Árabe Unido.

## Equipos del Apertura 2001
| Equipo            |
| ----------------- |
| Alianza FC        |
| Atlético Nacional |
| Chiriqui FC       |
| Chorrillo FC      |
| CD Árabe Unido    |
| CD Plaza Amador   |
| Panamá Viejo FC   |
| San Francisco FC  |
| Sporting 89       |
| Tauro FC          |

## Estadísticas generales
- Campeón: CD Árabe Unido.
- Subcampeón: San Francisco FC.
- Campeón Goleador:  Ricardo Phillips/ Panamá Viejo FC, 13 goles.

| Campeón Apertura 2001:    |
| ------------------------- |
| CD Árabe Unido 4.º Título |